# Pituffik Space Base
La Pituffik Space Base (in passato Thule Air Base) è un'enclave amministrativa statunitense nel comune di Avannaata, nella Groenlandia settentrionale. È la base aerea più a nord tra quelle gestite dalla United States Air Force, trovandosi a 1 118 km a nord del circolo polare artico e a 1 524 km a sud del Polo Nord. La base prende il nome dall'isola di Thule, l'isola leggendaria citata per la prima volta nei diari di viaggio dell'esploratore greco Pitea. Tale nome, proprio come aveva fatto Pitea nel suo viaggio, veniva dato al territorio posto più lontano dalle terre già scoperte, in questo caso si tratta idealmente dell'area che comprende la base e la vicina cittadina di Qaanaaq.

## Storia
Nel 1953 gli Stati Uniti acquistarono il territorio necessario per la base dal governo danese, gli Inuit che risiedevano in quell'area furono indotti dal governo danese a trasferirsi 110 km più a nord, dove attualmente è costituito il villaggio di Qaanaaq. Pur avendo acquistato il territorio furono conservati i diritti di sovranità della Groenlandia, per cui l'uso della base comporta per gli Stati Uniti il pagamento di un "affitto" ovvero di "cessione temporanea della sovranità", di 300 milioni di dollari annui.
Nel quadro dell'operazione Chrome Dome, i bombardieri strategici Boeing B-52 Stratofortress dello Strategic Air Command per decenni dal 1958, sorvolavano tutti i giorni la base aerea per verificarne l'operatività; i dirigenti americani temevano che, essendo la base di Thule di fondamentale importanza per individuare precocemente un attacco missilistico dell'Unione Sovietica contro gli Stati Uniti, essa sarebbe stata attaccata per prima. In questo caso i bombardieri B-52 delle missioni Chrome Dome avrebbero individuato per primi i segni dell'attacco e avrebbero ricevuto un Go code ("codice di via") per sferrare la rappresaglia nucleare contro il territorio sovietico.
Nel gennaio 1968 sui cieli della base di Thule si verificò un gravissimo incidente nucleare Broken Arrow ("freccia spezzata", il nome in codice per identificare gli incidenti con perdita di armamenti nucleari). Un B-52 precipitò nei pressi della base e le quattro bombe nucleari all'idrogeno di tipo Mark 28 F1 furono compromesse, contaminando con materiale radioattivo una vasta area ghiacciata.

## Geografia umana
Secondo il censimento condotto nel 2005 la base era abitata da 235 persone.
Per visitare la base serve un pass rilasciato dal funzionario dell'Aeronautica statunitense, oppure dal ministero danese competente, ovvero dall'ambasciata danese.
La base è raggiungibile dai civili con voli dell'Air Greenland diretti a Qaanaaq, Moriusaq, Savissivik e voli charter diretti a Copenaghen e a Kangerlussuaq.

## Nella cultura di massa
La base aerea militare è nota perché è presente nel film catastrofico del 2020 Greenland, quando una famiglia, alle prese con diverse piogge di comete e con un meteorite in rotta di collisione con la Terra per poi distruggerla, si rifugia nei bunker per mettersi in salvo.